# 土岐頼泰

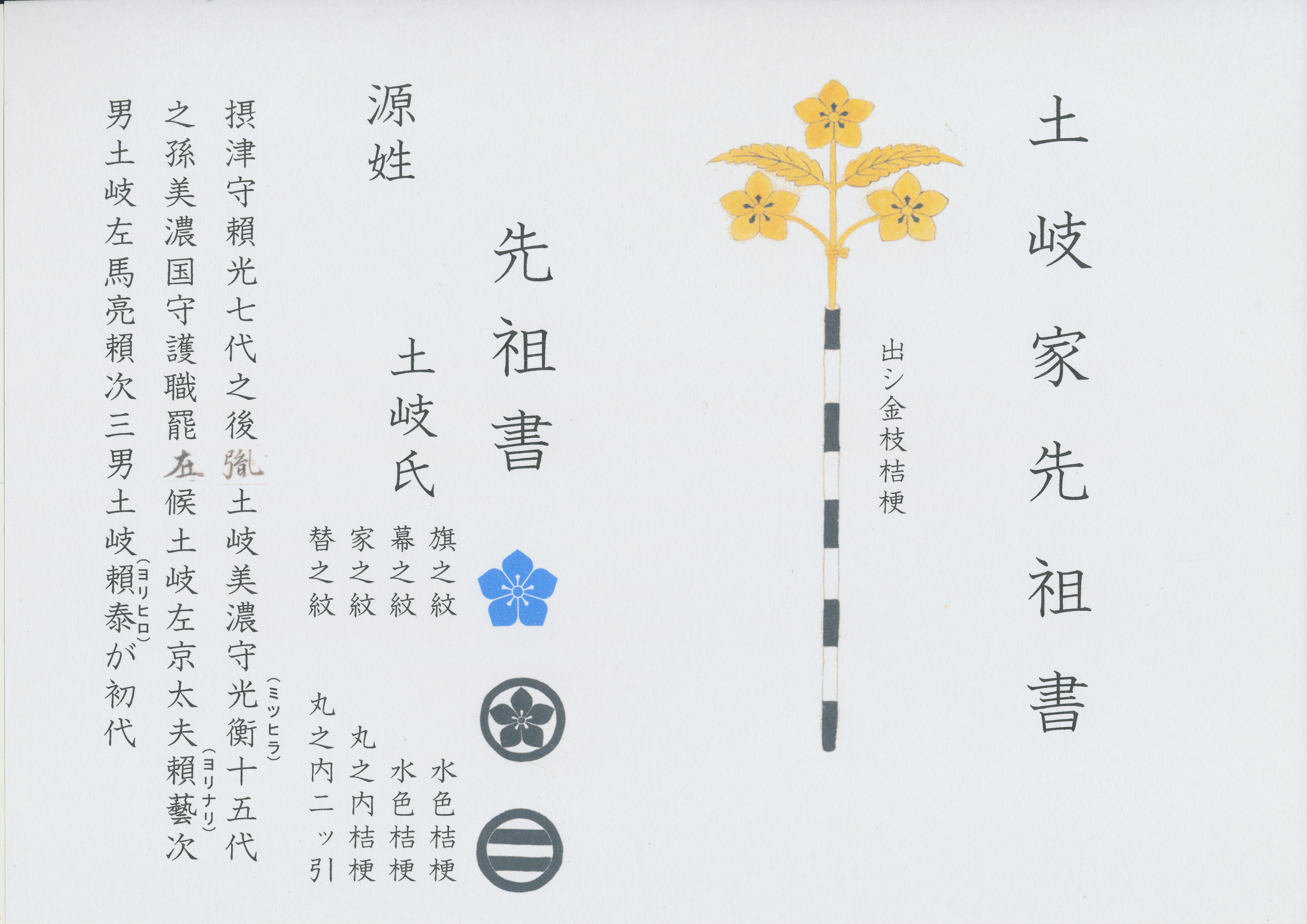
土岐家由来書

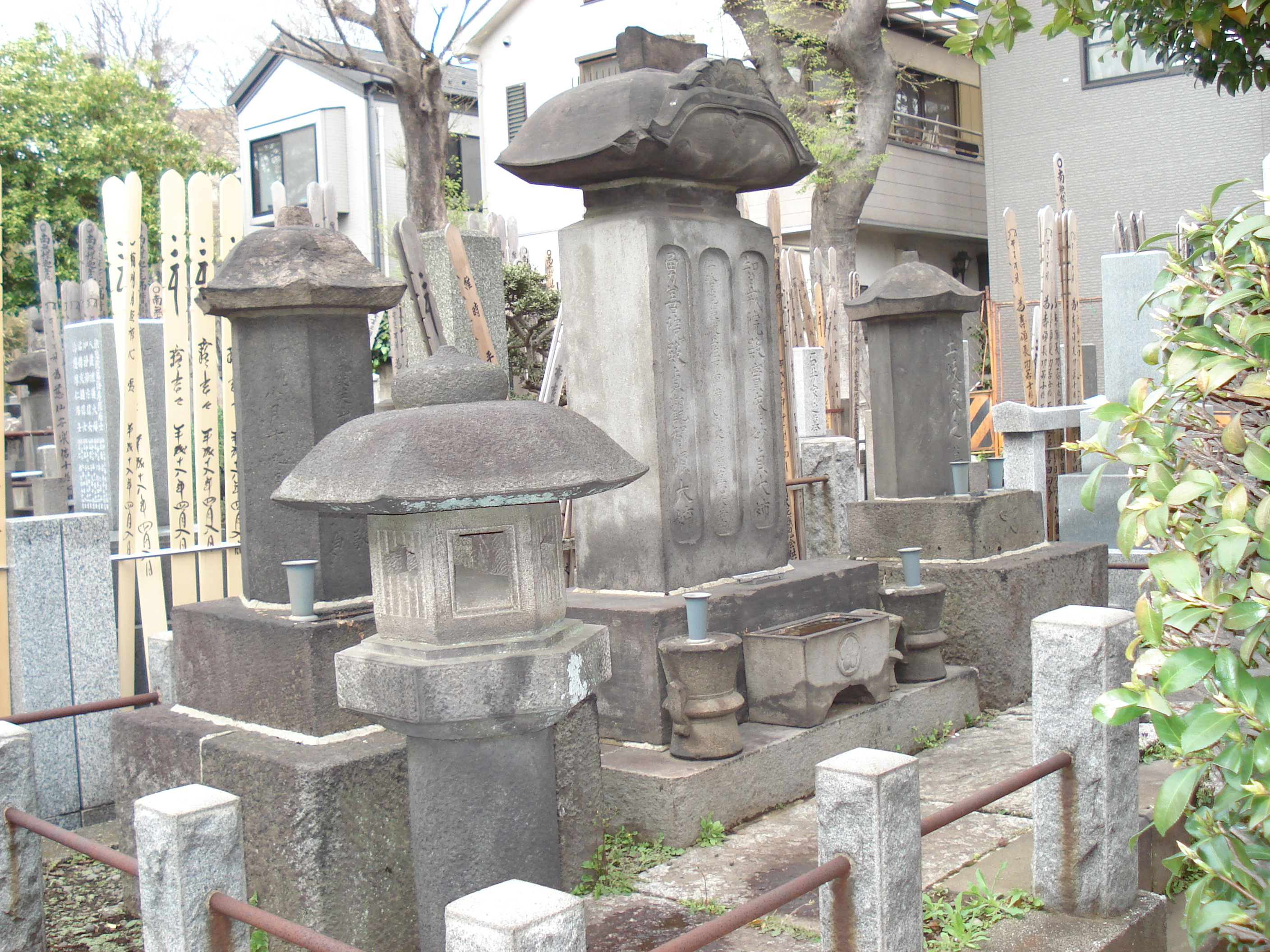
2005年（平成17年）4月まで養源寺にあった代々の墓

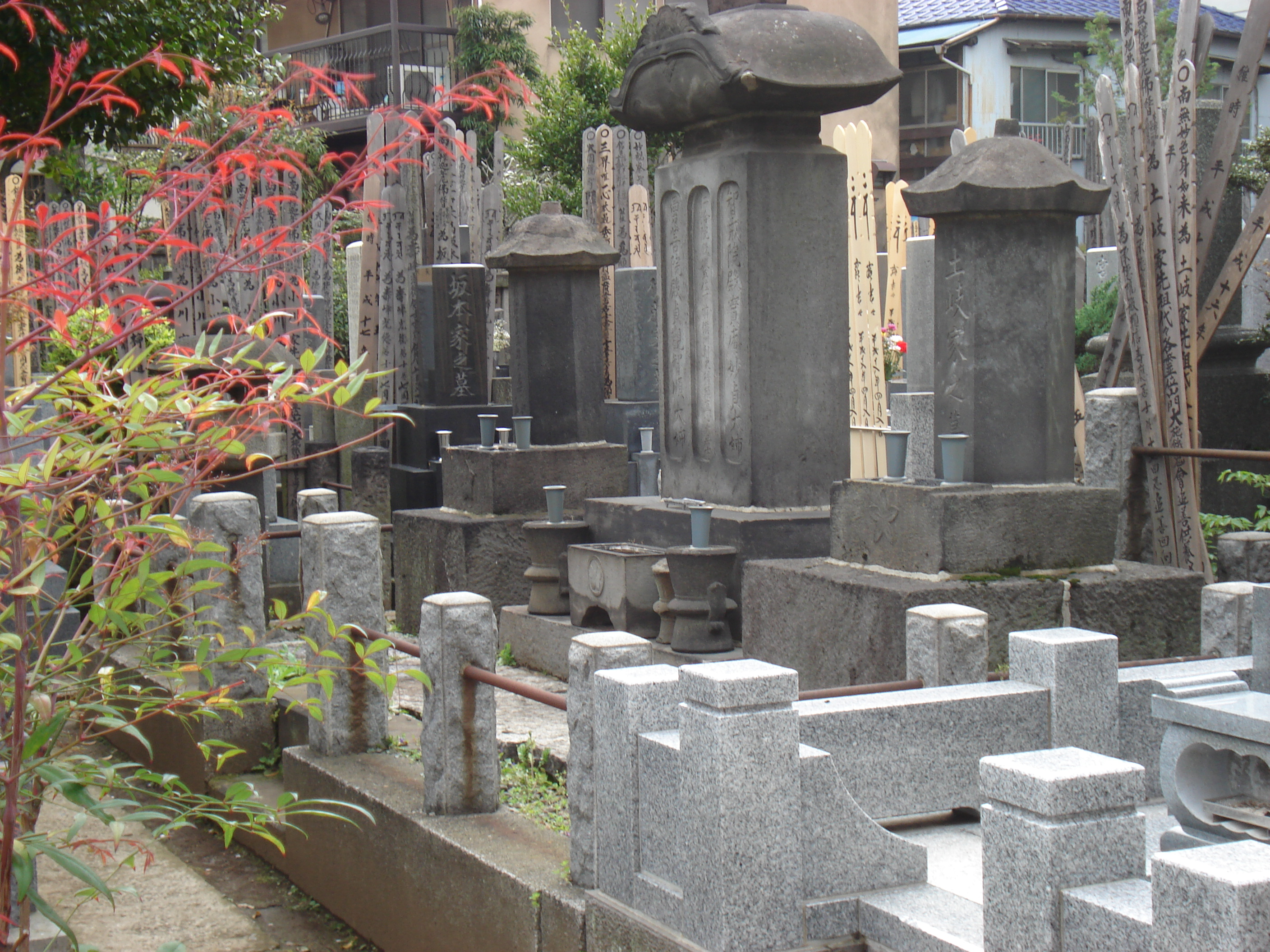
2005年（平成17年）4月まで養源寺にあった代々の墓

土岐 頼泰（とき よりひろ/よりやす）は、江戸時代前期の旗本。
土岐頼次の三男。母は湯島武房の娘。山城国生まれ。通称または幼名は縫殿助、次大夫。妻は山岡景重の娘（蓮壽院殿妙量日覺尼）。子に長男頼克、次男梶川頼照、長女（梶川分重妻）、次女（伊東祐春妻）がいる。
寛永2年（1625年）より徳川忠長に仕えるが、寛永9年（1632年）に忠長が改易された際に勘気をこうむって処士となる。寛永13年（1636年）12月10日に赦免を受け、寛永15年（1638年）に書院番士となり300石の知行を賜る。
慶安元年（1648年）1月2日に目付となる。翌慶安2年（1649年）に西尾忠昭が田中藩に転封された際には、その仰せを伝える役目を担った。慶安4年（1651年）8月16日に布衣の着用を許され、11月21日に廩米300俵を加えられた。万治2年（1659年）2月6日、仰せにより日光山に赴き、博徒を放逐した。
寛文7年（1667年）12月8日に職を辞し、延宝4年（1676年）12月6日に致仕。延宝5年（1677年）8月19日死去。墓所は東京駒込の白華山養源寺。戒名は功勛院殿英山道雄大居士。